# Міхальов Олексій Михайлович
Олексі́й Миха́йлович Міхальо́в (рос. Алексе́й Миха́йлович Михалё́в, 26 грудня 1944 — 8 грудня 1994) — радянський і російський синхронний перекладач, сходознавець, член Спілки письменників і Союзу кінематографістів. Відомий завдяки своєму закадровому озвучуванню західних фільмів, що в 90-х роках XX століття набули широкого поширення через неліцензійні «піратські» відеокасети.

## Родина та дитинство
Олексій Міхальов народився 26 грудня 1944 року в сім′ї Михайла та Зої Міхальових. Його батько працював журналістом. Мати, Зоя Дмитрівна, походила з дворянської родини, була балериною. Після народження сина залишила сцену та зайнялася його вихованням. Олексій мав старшого зіркового брата Олега, відомого на заході театрального художника.

### Склад сім′ї
- Батько — Михайло Міхальов;
- Мати — Зоя Міхальова;
- Брат (по матері) — Олег Ігорович Яровой-Равський (Oleg Yarovoy, 1928—1992);
- Дружина — Валентина Юхимівна Міхальова.

## Юність
Олексій успадкував від матері пристрасть до балету, тому він вступає до Ваганівського училища. Однак пошкодження ахіллового сухожилля ставить хрест на майбутній балетній кар'єрі Міхальова. Травма ноги змінила його життя. О.Міхальов вирішує податися до Інституту східних мов (спочатку в Ленінграді, потім в Москві), де поглиблено вивчає фарсі. Закінчує навчання з червоним дипломом.

## Початок кар'єри
Після закінчення вишу Міхальов отримує направлення в Афганістан, де працює перекладачем в диппредставництві. Бездоганне знання перської мови та природжена харизма дозволили О.Міхальову досить швидко здружитися з королем Афганістану Захір-Шахом.
Наступне службове відрядження було до Ірану. Там він зарекомендував себе як висококласний спеціаліст. Врешті-решт, сам шах Ірану вважав його наближеним.
Нарешті, О.Міхальов стає особистим перекладачем Л. І. Брежнєва. У Брежнєва було безліч перекладачів, однак на сходознавців був особливий «попит». Це пов'язано з тим, що СРСР вів Холодну війну із Заходом, тому вкрай необхідно було підтримувати міжнародні зв'язки із країнами Сходу. Брежнєв пишався своїм перекладачем і всіляко заохочував його, що дозволило Олексію відчувати себе дещо розкуто. Цікаво, що Міхальов не входив до компартії. Можливо, саме ця обставина скоротила строки служби в МЗС.

## Перекладацька діяльність
О. М. Міхальов спочатку займався перекладами художньої літератури з перської мови. Серед найвідоміших — твори Голамхосейна Саеді та Ірадж Пезешк-зода. З часом Міхальов перейшов на англомовну літературу. В його доробку — романи Мюріел Спарк «Міс Джін Броуді в розквіті» (The Prime of Miss Jean Brodie), Джеймса Джонса «Віднині і навіки» (From Here to Eternity), повість Вільяма Фолкнера «Старий» тощо.
На початку 70-х рр. XX ст. зацікавився перекладом фільмів на кінофестивалях. Спершу це були іранські картини. Однак одного разу серед них виявився англомовний фільм. За спогадами самого Міхальова, він, сидячи за мікрофоном, вигукнув: «Ой, та це ж англійською!», — і продовжив перекладати далі. Цей експромт виявився вдалим. З нього все і почалося.
О. М. Міхальов переклав більше півтисячі картин. Серед найвідоміших — мультиплікаційні стрічки «Книга джунглів», «Русалонька», «Алладін», а також фільми «Поїздка до Америки», «Літаком, потягом та автомобілем», «Гарячі голови», «Голий пістолет», «Кучерява С'ю», «Політ над гніздом зозулі».

## Зразки перекладів
- Русалонька [Архівовано 3 квітня 2016 у Wayback Machine.]
- Гарячі голови [Архівовано 26 грудня 2015 у Wayback Machine.]
- Поїздка до Америки [Архівовано 31 січня 2014 у Wayback Machine.]

## Цікаві факти
- Терпіти не міг власного голосу!
- В рік перекладав 150—200 кінокартин;
- Ніколи не перекладав порнографію;
- Категорично відмовлявся перекладати у «зворотній бік» — з англійської на російську мову. Це стосувалося як усних, так і письмових робіт;
- У вузьких колах його озвучування називалося «фільм у виконанні Олексія Міхальова»;
- Голос Олексія Михайловича широко колекціонували і колекціонують. Наприклад, Муслім Магомаєв зібрав велику колекцію фільмів, що були перекладені Міхальовим спеціально для нього;
- В рамках премії «Блокбастер» було запроваджено приз ім. Олексія Міхальова за найкращий переклад фільму російською мовою.

## Згадки
Андрій Плахов про О. М. Міхальова:
Михалев относился к числу тех, кого называют перфекционистами. Он либо делал что-то с подлинным совершенством, либо вообще не брался за то, в чем не считал себя асом. И в этом смысле он принадлежал к вымирающей породе людей, не способных к профессиональному компромиссу.